# Grabiczek
Die Grabiczek, deutsch Grabnica, ist ein linker Nebenfluss der Drwęca (Drewenz) in der polnischen Woiwodschaft Ermland-Masuren, im ehemaligen Ostpreußen. Sie entspringt nordwestlich des Dorfes Frygnowo (Frögenau) und mäandert dann an Gierzwałd (Geyerswalde) und Rychnowo (Reichenau) vorbei in nordnordwestlicher Richtung. Die Grabiczek durchfließt den See Jezioro Durąg und nimmt dann den linken Nebenfluss Dylewka auf. Nach dem Durchfließen des Jezioro Lichtajny (Lichteiner See)  mündet sie nach 25,6 Kilometern bei Idzbarski Młyn (Hirschberg-Mühle) südwestlich von Idzbark (Hirschberg) in die Drwęca.